# 연안부부인 전씨 묘
연안부부인 전씨 묘소는 대한민국 경기도 용인시 기흥구 마북동에 있는 조선시대의 무덤이다. 1990년 11월 22일 용인시의 향토문화재 제18호로 지정되었다.

## 참고 문헌
- 연안부부인 전씨 묘소 - 용인시의 문화관광 - 향토유적